# Helmut Weck

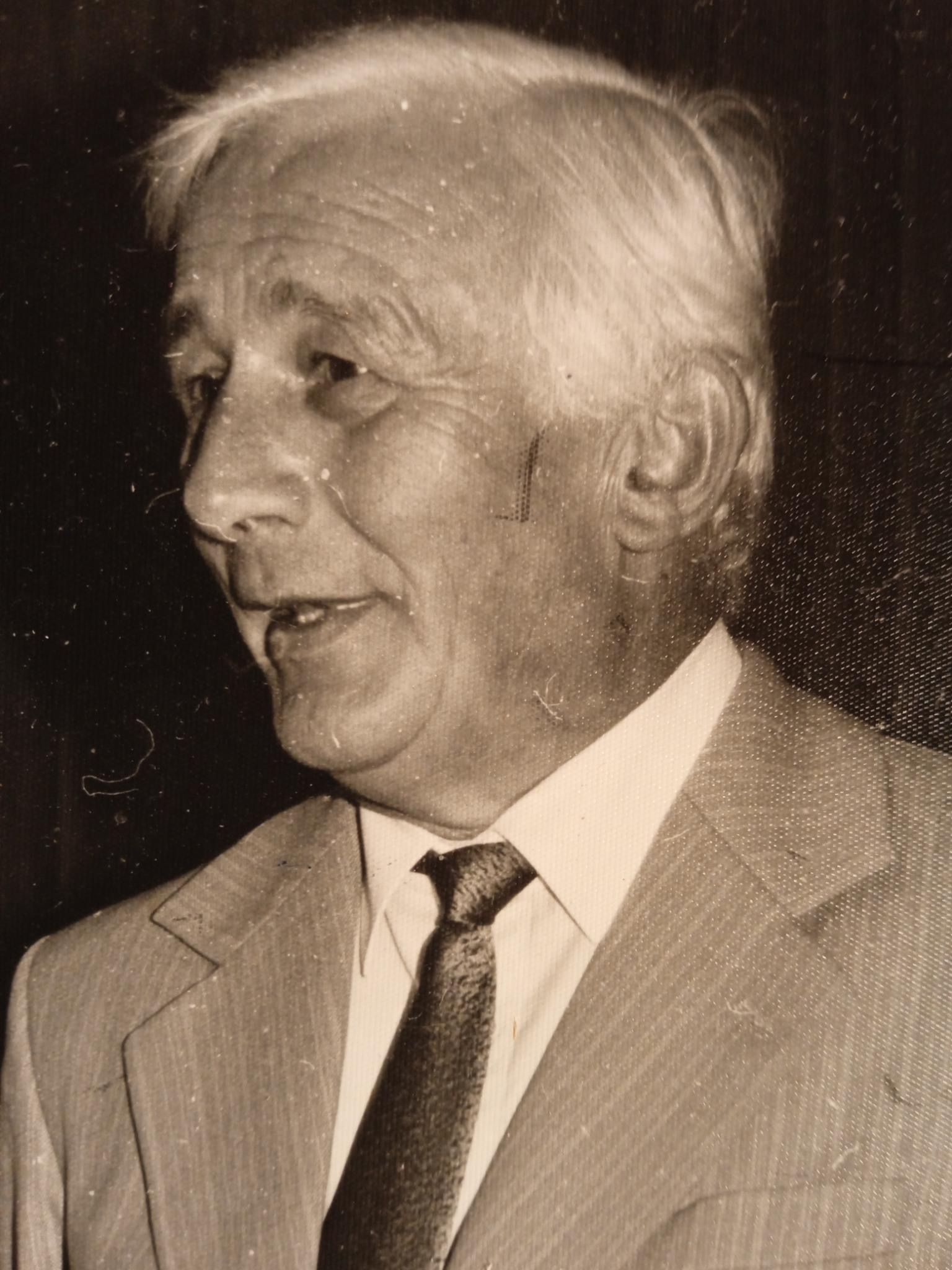
Helmut Weck - 1984

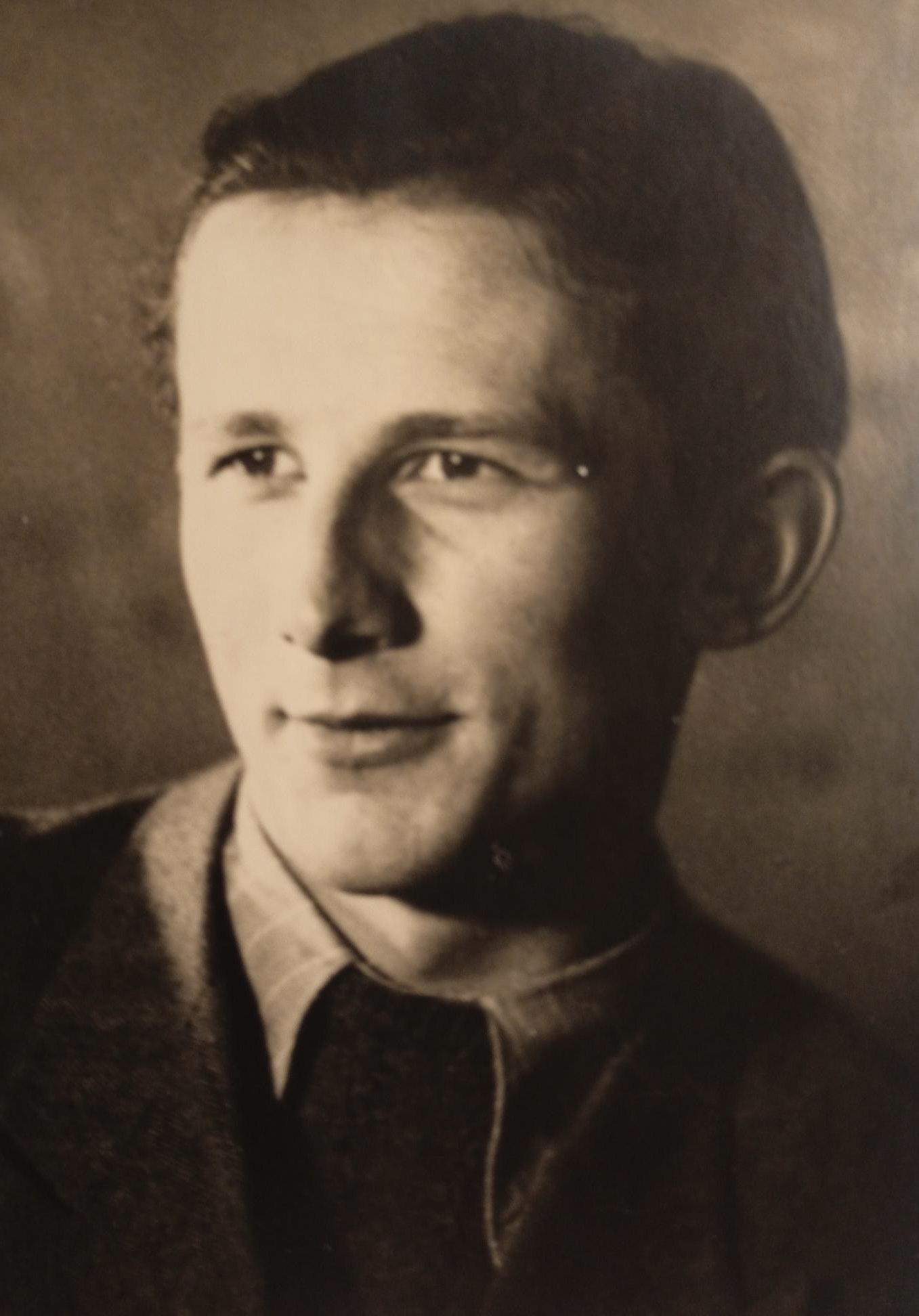
Helmut Weck - 1954

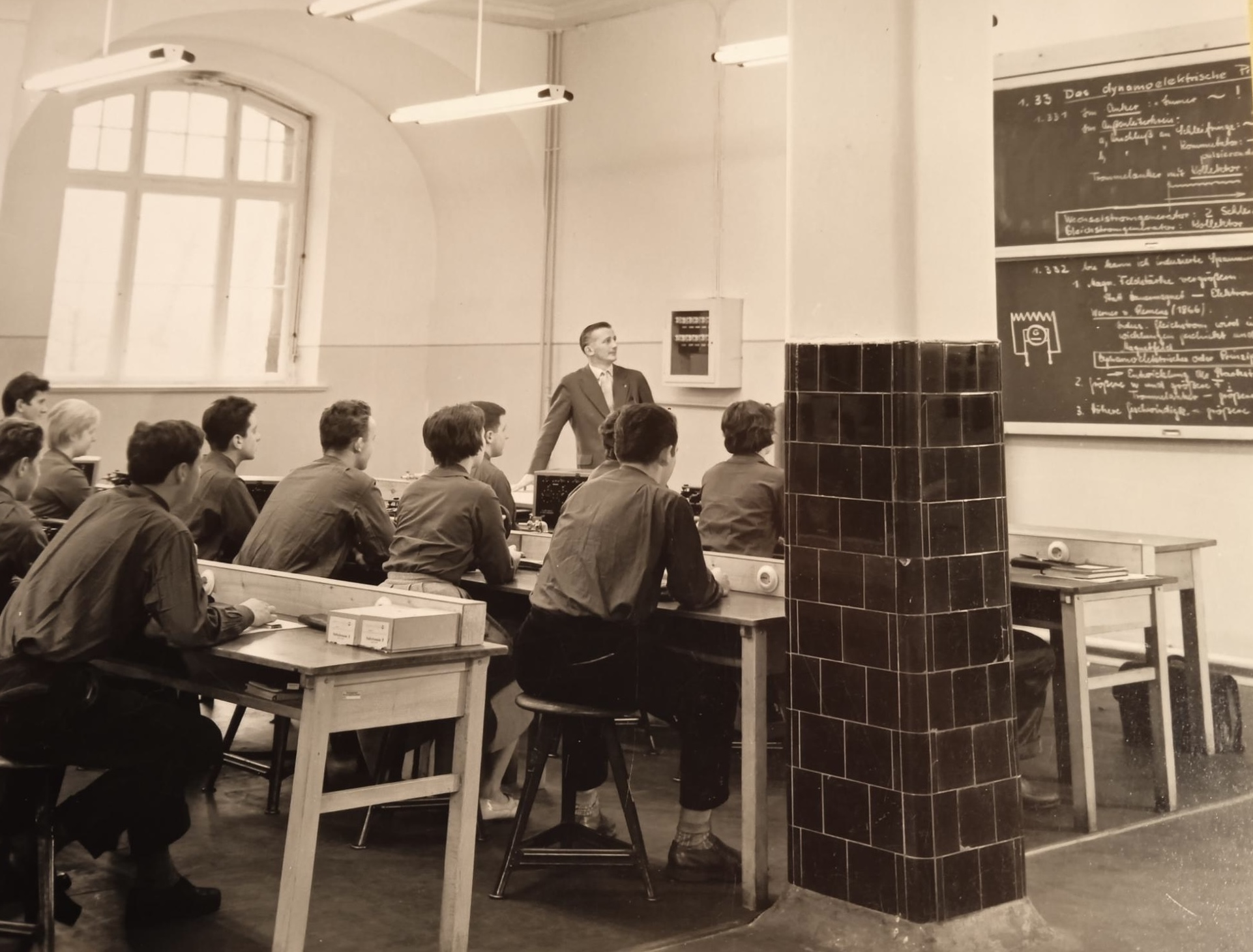
Helmut Weck - Erweiterte Oberschule Aue, Physikunterricht Klasse 12, 1958

Helmut Weck (* 23. August 1926 in Zwickau; † 28. Juli 2001 in Berlin) war ein deutscher Pädagoge und Didaktiker.

## Leben und Wirken
Wecks Vater war der Buchdruckermeister Arno Weck aus Zwickau, seine Mutter Gertrud Weck, geborene Leuteritz. Er war mit Waltraud Christa Weck, geb. Rehm aus Wildenfels verheiratet, die Eheschließung fand am 29. März 1947 ebendort statt. Seine Tochter Barbara Waltraud wurde am 24. August 1947 in Zwickau geboren. Weck starb am 28. Juli 2001 in Berlin-Köpenick und wurde auf dem Friedhof in Wildenfels beigesetzt.
Nach Absolvierung der Volksschule besuchte er, mit finanzieller Unterstützung seines Onkels mütterlichereits, ab 1939 den Aufbauzug der Staatlichen Deutschen Oberschule für Jungen. Sein Vater veranlasste, dass er diese Einrichtung im Jahre 1942 verlassen musste. Er schloss stattdessen einen Vertrag mit der Deutschen Reichsbahn ab, der ihm ein kostenloses Ingenieurstudium zusicherte. Im Zuge dessen begann er noch im selben Jahr eine Praktikantentätigkeit beim Reichsbahnausbesserungswerk Zwickau.
Im Jahre 1944 wurde er zur Wehrmacht einberufen und im Bestand der Panzerabteilung 217 im Range eines Gefreiten bei Kämpfen während der Ruhrkesselschlacht im Raum Gießen kurz vor Kriegsschluss durch einen Granatsplitter verwundet. Er geriet im April 1945 in amerikanische Kriegsgefangenschaft, die er im Lazarett in Marburg (Lahn) verbrachte und aus der er im Juni desselben Jahres nach Zwickau entlassen wurde.
Von Juli bis Oktober 1945 arbeitete er als Ziegeleiarbeiter in der Ziegelei Selbmann in Zwickau und nahm
unmittelbar danach ein Studium an der baukeramischen Fachschule Zwickau auf, das erneut durch seinen Onkel finanziert wurde und welches er, wiederum nach Intervention durch den Vater, im Dezember 1945 abbrechen musste. Während dieser Zeit wurde er Mitglied der SPD, die wenig später am 21. April 1946, mit der KPD zur SED fusionierte.
In einem erneuten Versuch, Zugang zu höherer Bildung zu erlangen, bewarb er sich um Teilnahme an einem Neulehrerkurs, begann diesen im September 1946 an der Schiller- sowie an der Biel-Schule in Zwickau und schloss ihn nach acht Monaten erfolgreich ab. Anschließend war er bis 1950 als Lehrer an der Zentralschule in Wildenfels tätig. Von 1950 bis 1952 wirkte er als Schulleiter der Grundschule in Lichtentanne und anschließend, bis 1953, als Kreisreferent für Lehrerbildung beim Rat des Kreises Zwickau und danach, bis 1961, als Direktor der Erweiterten Oberschule Aue.
Weck schloss 1954 ein Fernstudium als Physiklehrer ab. Von 1954 bis 1956 absolvierte er ein zweites Physikfernstudium an der Pädagogischen Hochschule Potsdam, welches ihn qualifizierte, das Fach Physik bis zur 12. Klasse zu unterrichten. Neben seiner beruflichen Tätigkeit betreute er Gruppen von Fernstudenten der Bergbauingenieurschulen im Fach Physik und war Referent der Gesellschaft zur Verbreitung wissenschaftlicher Kenntnisse.
Als Mitglied im Arbeitskreis "Besondere Förderung der Arbeiter- und Bauernkinder" beim Deutschen Pädagogischen Zentralinstitut Berlin (DPZI) begann er im Jahre 1961 eine Aspirantur und promovierte 1964 mit dem Prädikat magna cum laude zum Doktor der Pädagogik, zeichnete anschließend als Sektorenleiter und Leiter der Fachinspektion im Ministerium für Volksbildung der DDR für die Lehrplangestaltung verantwortlich und wirkte als Mitglied der Leitung der Sektion Didaktik des Wissenschaftlichen Rates beim Ministerium für Volksbildung.
Im Jahre 1970 wurde er zum Honorarprofessor und 1971 zum ordentlichen Professor berufen und habilitierte 1973 zum Dr. sc. paed.
Ab 1971 war er als stellvertretender Direktor des Instituts für Didaktik der Akademie der Pädagogischen Wissenschaften der DDR tätig, ab 1973 bis 1984 als dessen Direktor.
Emeritiert wurde er im Jahr 1991.

## Ehrungen
- 1958: Ehrennadel der Nationalen Front
- 1960: Dr.-Theodor-Neubauer-Medaille in Bronze
- 1961: Artur-Becker-Medaille in Gold
- 1970: Dr.-Theodor-Neubauer-Medaille in Silber
- 1978: Verdienter Lehrer des Volkes[2]
- 1982: Verdienstmedaille der DDR

## Publikationen
- Entwicklung von Klassenbewußtsein und Klassenstolz bei unseren Arbeiterkindern - ein Beitrag zur klassenmäßigen Erziehung aller Schüler. In: Deutsches Pädagogisches Zentralinstitut der DDR (Hrsg.): Pädagogik. Volk und Wissen, November 1961, ISSN 0030-9249.[3]
- Brief an die Redaktion der Zeitschrift "Pädagogik". In: Deutsches Pädagogisches Zentralinstitut der DDR (Hrsg.): Pädagogik. Volk und Wissen, 24. April 1962, ISSN 0030-9249.[4]
- Gehrisch, Weck, Habrecht: Zum Problem der Hochschulreife und zu den wesentlichen Anforderungen an das Abitur. Erste Überlegungen. In: Deutsches Pädagogisches Zentralinstitut der DDR (Hrsg.): Pädagogik. Volk und Wissen, ISSN 0030-9249.[5]
- Brief an die Redaktion der Zeitschrift "Pädagogik". Anlage Artikel "Über die Seltenheit von Schülerfragen in 8.,9. und 10. Klassen". In: Deutsches Pädagogisches Zentralinstitut der DDR (Hrsg.): Pädagogik. Volk und Wissen, 18. April 1963, ISSN 0030-9249.[6]
- Die Bedeutung von selbständigen Problemerkennen und Problemlösen im Physikunterricht für die Erziehung der Schüler zur Selbsttätigkeit. Deutsches Pädagogisches Zentralinstitut, Berlin 18. September 1964, DNB 482320745 (285 S.).
- Selbständiges Problemerkennen und Problemlösen. Volk und Wissen, Berlin 1966, DNB 458587176 (152 S.).
- Das Geheimnis von Zossen: warum die Schüler des Kreises Zossen 1966 und 1967 das höchste Leistungsniveau nachwiesen. In: Deutsche Lehrerzeitung. Nr. 12. Volk und Wissen, 1968, ISSN 0012-0421, S. 7.[7]
- Brief an die Redaktion der Zeitschrift "Pädagogik". Gutachten zum Artikel von Karlheinz Tomaschewsky 'Die Aufgabe als didaktische Kategorie - ...' In: Deutsches Pädagogisches Zentralinstitut der DDR (Hrsg.): Pädagogik. Volk und Wissen, 16. März 1970, ISSN 0030-9249.[8]
- Brief an die Redaktion der Zeitschrift "Pädagogik". Gutachten zu Tomaschewsky 'Die "Aufgabe" als didaktische Kategorie ...' In: Deutsches Pädagogisches Zentralinstitut der DDR (Hrsg.): Pädagogik. Volk und Wissen, 22. April 1970, ISSN 0030-9249.[9]
- Weck, Thiem, Hoffmann, Radtke: Inhalt und Gestaltung des Unterrichts unter dem Aspekt der Berücksichtigung und Nutzung von Gesetzmäßigkeiten des Erkenntnisprozesses und anderer Komponenten des Aneignungsprozesses. Problemanalyse und Arbeitsstandpunkte zur Forschungsaufgabe G.2.1.1./ D 7.0.1. Hrsg.: Institut für Didaktik, Akademie der Pädagogischen Wissenschaften. Berlin 1977.[10]
- Brief an Herrn Ernst Pilz. Handschriftlich. In: Akademie der Pädagogischen Wissenschaften der DDR (Hrsg.): Pädagogik. Volk und Wissen, 24. Juni 1971, ISSN 0030-9249.[11]
- Brief an die Redaktion der Zeitschrift "Pädagogik". In: Akademie der Pädagogischen Wissenschaften der DDR (Hrsg.): Pädagogik. Volk und Wissen, 17. September 1971, ISSN 0030-9249.[12]
- Zur Entwicklung der Fähigkeiten und des Könnens der Schüler im Fachunterricht der sozialistischen Schule. Akademie der Pädagogischen Wissenschaften der DDR, Berlin 1972, DNB 810464330 (92 S.).
- Problemhafter Unterricht: Zur Sendung der Fernsehreihe "Von Pädagogen - für Pädagogen". In: Deutsche Lehrerzeitung. Nr. 14. Volk und Wissen, 1973, ISSN 0012-0421.[13]
- Die Weiterentwicklung von Grundauffassungen zu Leistungsermittlung und Leistungsbewertung in den Oberschulen der DDR in den Jahren 1964 bis 1973. Akademie der Pädagogischen Wissenschaften der DDR, Berlin 1974, DNB 780800931 (404 S.).
- Drefenstedt, Ogorodnikow, Merzalowa, Pidkassisty, Drews, Weck, Scholz, Iljina, Karl, Walter: Ergebnisse didaktischer Forschung aus der UdSSR und der DDR. Hrsg.: Akademie der Pädagogischen Wissenschaften der DDR, Staatliches Pädagogisches Lenin-Institut. Volk und Wissen, Moskau, Berlin 1. Januar 1974 (239 S.).[14]
- Weck, Fischer, Faust, Rausch, Tomaschewsky, Gapp, Hagemann, Klingberg, Günther, Herbig, Lehmann, Ohl, Drewelow, Klinger: Ergebnisse der Forschungen 1971–1975 zur systematischen Entwicklung der allgemeinen Theorie des Unterrichts (Didaktik) der sozialistischen Schule in der DDR. Protokoll der 13. Tagung des Wissenschaftlichen Rates für Didaktik am 5. und 6.2.1976 in Dresden. Hrsg.: Akademie der Pädagogischen Wissenschaften der DDR. Wissenschaftlicher Rat für Didaktik. Institut für Didaktik. Berlin 1974.[15]
- Leistungsermittlung und Leistungsbewertung im Unterricht. Volk und Wissen, Berlin 1976, DNB 760391874 (172 S.).
- Elisabeth Fuhrmann, Helmut Weck: Forschungsproblem Unterrichtsmethoden. Volk und Wissen, Berlin 1976, DNB 770217516 (232 S.).
- Drews, Rehak, Weck: Erzieherisch besonders wirksame Lehrer - was machen sie anders? In: Akademie der Pädagogischen Wissenschaften der DDR (Hrsg.): Pädagogik. Nr. 9. Volk und Wissen, 1980, ISSN 0030-9249, S. 672–686.[16]

- Bewertung und Zensierung. Volk und Wissen, Berlin 1981, DNB 810959941 (96 S.).
- Konzeptionelle Überlegungen zu Forschungen zur Weiterentwicklung des Inhalts der Oberschulenbildung und der zentralen Verplanung des Unterrichts. Hrsg.: Institut für Didaktik, Akademie der Pädagogischen Wissenschaften. Berlin 17. Dezember 1981.[17]
- Weck, Hauster, Rothenhagen, Zorn: Diskussionsmaterial zum weiteren Vorgehen bei der Weiterentwicklung der sozialistischen Allgemeinbildung in der Oberschule. Hrsg.: Institut für Didaktik, Akademie der Pädagogischen Wissenschaften. Berlin 14. Juni 1982.[18]
- Konzentration auf das Wesentliche im Unterricht - Arbeitsweise und Erfahrungen erfolgreicher Lehrer. Akademie der Pädagogischen Wissenschaften der DDR, Berlin 1984, DNB 860447324 (70 S.).
- Horst Drewelow, Dieter Hess, Helmut Weck: Hausaufgaben. Volk und Wissen, Berlin 1985, DNB 860626474 (96 S.).
- Helmut Weck, Petra Stephan: Ausgewählte Erfahrungen bei der Überarbeitung von Lehrplänen in der Deutschen Demokratischen Republik. In: Gesellschaft für Vergleichende Pädagogik e.V. (Hrsg.): Vergleichende Pädagogik: Deutsche Zeitschrift für internationale Bildungspolitik und Pädagogik. Nr. 22. Akademie der Pädagogischen Wissenschaften der DDR, 1986, ISSN 0505-3072, S. 412–422.[19]
- König, Stephan, Weck: Unterrichtsprozess als pädagogischer Prozess - didaktische Auffassungen, Standpunkte und Probleme; Anlage: handschriftliche Notizen. Hrsg.: Institut für Didaktik, Akademie der Pädagogischen Wissenschaften. Berlin 1987 (Nachlass Heidemarie Möller).[20][21]
- Ute Schladebach, Helmut Weck: Hinweise und Empfehlungen zum Umgang mit Rahmenprogrammen für fakultative Kurse. Ministerium für Bildung und Wissenschaft der DDR, Berlin 1990, DNB 943788536 (23 S.).
- Ute Schladebach, Helmut Weck: Neue Rahmenprogramme für fakultative Kurse. In: Bildungswesen aktuell. Nr. 11. Akademie der Pädagogischen Wissenschaften der DDR, Zentralstelle für Pädagogische Information und Dokumentation, Berlin 1990 (56 S.).[22]